# Borkowo (voïvodie de Coujavie-Poméranie)
Pour les articles homonymes, voir Borkowo.
Borkowo est un village polonais, situé dans la voïvodie de Coujavie-Poméranie, dans le powiat d'Inowroclaw, dans la commune d'Inowroclaw.

## Histoire
Une colline fortifiée y existe dès le début du Moyen Âge.
Dans les années 1975-1998, la ville appartenait administrativement à la voïvodie de Bydgoszcz.

## Démographie
Selon le recensement national de 2011, le village compte 180 habitants. Il en compte 170 en 2021. C'est la 23e plus grande ville de la municipalité d'Inowrocław.